# 馬允登
馬允登（1548年—1591年），字叔先，號瀛滸，直隸河間府景州東光縣民籍，山西澤州直隸州陵川縣人，明朝政治人物。

## 生平
隆慶四年（1570年）庚午科順天鄉試第三十九名舉人，五年（1571年）中式辛未科會試第二百六十四名，三甲第二百六十六名進士。兵部觀政，授齊河縣知縣，丁憂。服闋，萬曆三年（1575年）起為泌陽縣知縣，四年（1576年）調安陽縣知縣，八年（1580年）六月升福建道監察御史，九年（1581年）巡按遼東，十一年（1583年）改巡按淮揚，同年任會試同考官，十四年（1586年）任會試同考官，十五年（1587年）二月出為山東按察司副使，十六年（1588年）升湖廣布政使司參政，十九年（1591年）卒。

## 家族
曾祖馬杲；祖父馬堯輔，封中書舍人；父馬汝松，工科都給事中。母曲氏（封孺人）；繼母徐氏。永感下。
孫馬之𱄤，順治六年進士；馬孔懷，康熙十二年進士。